# Czatkobatrachus polonicus
Czatkobatrachus polonicus (лат.) — вид раннетриасовых земноводных, относящийся к надотряду Salientia. Описан в 1998 году по единственному экземпляру, обнаруженному на территории Польши и датируемому возрастом около 238 миллионов лет. Предполагаемая длина Czatkobatrachus — 5 см; по строению крестца он стоит ближе к современным бесхвостым, чем Triadobatrachus massinoti. Находки ископаемых представителей Salientia на территории современной Польши и современного Мадагаскара позволяют предположить широкое распространение Salientia в нижнем триасе, и, как следствие, появление данной клады уже в конце палеозоя — в пермском периоде.

## История открытия
Отдельные фрагменты посткраниального скелета животного (плечевая кость, позвоночник, подвздошная кость) были обнаружены в 1998 году при изучении материалов, извлечённых в 1978 году из костной брекчии группой учёных Геологического института Ягеллонского университета. Данные материалы были найдены в известняковом карьере около деревни Чатковице (ныне вошла в городскую черту городка Кшешовице под Краковом) — в карстовых отложениях, относящихся к раннему триасу (вероятно, к оленёкскому ярусу), после чего переданы в научные учреждения для дальнейших исследований. По имени деревни Чатковице вид Czatkobatrachus polonicus и получил своё родовое имя.
Позже (в 1999—2002 годах) были найдены локтевая кость этого животного и его скапулокоракоид. Всего по состоянию на 2009 год обнаружено 76 костей и их фрагментов — все из одной формации. Череп Czatkobatrachus до сих пор обнаружить не удалось. Голотипом назначен экземпляр ZPAL Ab IV/7 (правая подвздошная кость). Исследователи оценивают возраст Czatkobatrachus примерно в 238 миллионов лет. В то же время предполагается, что он младше другого ранее известного представителя базальных Salientia  — Triadobatrachus massinoti из раннего триаса Мадагаскара — на 5—10 миллионов лет.

## Описание
Длина Czatkobatrachus составляла, согласно выполненной по найденному костному материалу реконструкции, около 5 см. С родом Triadobatrachus его объединяет такой общий признак, как наличие единого скапулокоракоида (у других представителей Salientia лопатка и коракоид обособлены друг от друга). Предполагается сходство с Triadobatrachus и в строении позвоночника, включая одинаковое общее количество позвонков (среди них — 14—15 предкрестцовых позвонков); однако строение крестца у Czatkobatrachus ближе к современным бесхвостым, чем строение крестца у Triadobatrachus. Крестцовые рёбра спаяны с позвонками. Весьма вероятно, что Czatkobatrachus сохранял рудимент хвоста. 
Предполагается, что Czatkobatrachus был наземным животным (более приспособленным к жизни на суше, чем Triadobatrachus). Он ходил (а не ползал) и, возможно, имел некоторую возможность подпрыгивать (на что указывает жёсткая конструкция спины и укороченный хвост). Считается, что средой обитания для Czatkobatrachus служили небольшие пересыхающие водоёмы, окружённые растительностью (оазисы). Пищу этого земноводного, вероятно, составляли насекомые.

## Классификация
Род Czatkobatrachus относится к базальным представителям надотряда Salientia. Некоторые исследователи объединяют его вместе с родом Triadobatrachus в семейство Protobatrachidae и отряд Proanura (Первичнобесхвостые), традиционно включаемый в состав надотряда Salientia наряду с отрядом Anura (Бесхвостые). Другие исследователи считают, что предлагаемое объединение представляет собой, скорее всего, парафилетическую группу, а поэтому — в рамках подхода кладистики — не является законным.

## Czatkobatrachusи эволюция бесхвостых
Значение открытия Czatkobatrachus определяется, во-первых, тем, что оно доказывает наличие в раннем триасе более «современных» представителей Salientia, нежели известный уже с 1936 года Triadobatrachus. Во-вторых, наличие двух представителей Salientia (одного в Польше, а второго на Мадагаскаре) говорит о широком распространении этой группы животных уже в начале триасового периода. В свою очередь, это позволяет предположить, что предки бесхвостых амфибий появились уже в конце пермского периода палеозойской эры. На такую возможность указывают и результаты молекулярного исследования филогенеза отрядов современных земноводных, проведённого в 2004 году.